# Philadelphia Freeway
| Críticas profissionais | Críticas profissionais |
| Avaliações da crítica  | Avaliações da crítica  |
| Fonte                  | Avaliação              |
| ---------------------- | ---------------------- |
| Allmusic               | [ 1 ]                  |
| RapReviews             | (7/10)                 |
| Robert Christgau       | hm1                    |
| Rolling Stone          | [ 4 ]                  |
| USA Today              | [ 5 ]                  |

Philadelphia Freeway é o álbum de estúdio do rapper da Filadélfia Freeway. O álbum foi lançado pela Roc-A-Fella Records e Def Jam Recordings. O single de maior sucesso é "What We Do", que tem as participações de Jay-Z e Beanie Sigel. Outro single que foi lançado é "Flipside", que tem a participação de Peedi Crakk. A maioria das canções foi produzida por Just Blaze enquanto algumas foram produzidas por Kanye West e outras por Bink.

## Lista de faixas
| N.º            | Título                                                  | Produtor       | Duração  |  |
| 1.             | "Free"                                                  | Just Blaze     |          |  |
| 2.             | "What We Do..." (feat. Jay-Z & Beanie Sigel)            | Just Blaze     |          |  |
| 3.             | "All My Life" (feat. Nate Dogg)                         | Bink!          |          |  |
| 4.             | "Flipside" (feat. Peedi Crakk)                          | Just Blaze     |          |  |
| 5.             | "On My Own" (feat. Nelly)                               | Just Blaze     |          |  |
| 6.             | "We Get Around" (feat. Snoop Dogg)                      | Just Blaze     |          |  |
| 7.             | "Don't Cross the Line" (feat. Faith Evans)              | Just Blaze     |          |  |
| 8.             | "Life" (feat. Beanie Sigel)                             | Ruggedness     |          |  |
| 9.             | "Full Effect" (feat. Young Gunz)                        | Just Blaze     |          |  |
| 10.            | "Turn Out the Lights (Freewest)"                        | Kanye West     |          |  |
| 11.            | "Victim of the Ghetto" (feat. Rell)                     | Bink!          |          |  |
| 12.            | "You Don't Know (In the Ghetto)" (feat. Omillio Sparks) | Black Key      |          |  |
| 13.            | "Alright" (feat. Allen Anthony)                         | Just Blaze     |          |  |
| 14.            | "Hear the Song"                                         | Kanye West     |          |  |
| 15.            | "You Got Me" (Faixa bônus, feat. Mariah Carey & Jay-Z)  | Just Blaze     |          |  |
| 16.            | "Line 'Em Up" (Faixa bônus, feat. Young Chris)          | Just Blaze     |          |  |
| Duração total: | Duração total:                                          | Duração total: | 01:10:27 |  |

## Posições nas paradas musicais
| Parada musical (2003)                   | Melhor posição |
| --------------------------------------- | -------------- |
| E.U.A. Billboard 200                    | 5              |
| E.U.A. Billboard Top R&B/Hip-Hop Albums | 3              |